# 9281 Weryk
9281 Weryk este un asteroid din centura principală de asteroizi.

## Descriere
9281 Weryk este un asteroid din centura principală de asteroizi. A fost descoperit pe 1 martie 1981 la Siding Spring de Schelte J. Bus. Asteroidul prezintă o orbită caracterizată de o semiaxă mare de 2,45 ua, o excentricitate de 0,17 și o înclinație de 2,2° în raport cu ecliptica.